# Pulski Forum
44°52′12″N 13°50′32.2″E / 44.87000°N 13.842278°E
Pulski Forum (tal. Piazza Foro) je središnji gradski trg još od osnutka rimske kolonije Pole. Njegov današnji izgled poprilično je izmijenjen, a samo Augustov hram svjedoči o davnoj prošlosti trga.
Veličina Foruma bila je 80x30 metara. Sa sjeverne strane nalazila su se tri hrama. Na ostalim stranama bio je trijem sa stupovima, bogato ukrašen reljefima i kipovima tadašnjih moćnika. Iz tog natkrivenog dijela ulazilo se u vjerske, sudske i upravne institucije.
Augustov hram, ostaci "Dijanina" hrama, Kapitolija i Bazilike, integrirani u srednjovjekovnu Komunalnu palaču, najznačajniji je arhitektonski sklop povijesne jezgre Pule, jedini sačuvan u Hrvatskoj i vrlo rijedak u Europi.
Središte rimskih gradova činili su forumi na kojima su dominirali hramovi i bazilike, a bili su najvažniji gradski društveni prostor, mjesto okupljanja građana. Pulski je Forum bio podijeljen na niži plebejski dio i na viši patricijski - podignuti plato oko hramova.
U doba Rimske republike na Forumu su dominirali Kapitolinski hram, vjerojatno posvećen bogu Herkulu zaštitniku Pule, i Bazilika koja integrira funkcije sudstva, administrativnih djelatnosti i trgovine. U doba cara Augusta uz Kapitolij i Baziliku podižu se hramovi blizanci, istočno tzv. "Dijanin hram", a zapadno Augustov hram, građen između 4. i 14. godine. 
Uz Forum, kraj uspona (clivus) koji vodi prema utvrdi (castrum), nalazila se riznica (aerarium). Posebno značenje i vrijednost ovome prostoru daje više od dva milenija neprekinutog odvijanja najvažniji funkcija na jednom mjestu.